# Erythrus rothschildi
Erythrus rothschildi är en skalbaggsart som beskrevs av Conrad Ritsema 1895. Erythrus rothschildi ingår i släktet Erythrus och familjen långhorningar. Inga underarter finns listade i Catalogue of Life.